# Блаж
Блаж (на немски: Blasendorf; на унгарски: Balázsfalva) е община в окръг Алба, Трансилвания, Румъния, състоящ се от селищата Блаж, Делени-Обършйе, Флитещ, Извоареле, Петрисат, Тйур и Веза, и селата Мънъраде и Спътак, През 2002 г. тя има население от 20 758 жители.
В Блаж се намират архиепископията на Фагера и Алба Юлия и главата на Румънската църква, обединена с Рим.
През 18 и 19 век Блаж е културен център на трансилванските румънци. Градът изиграва най-важна роля в процеса на формиране на съвременния румънски език и румънското национално съзнание. Тук се появява Библията от Блаж и тук Тимотей Ципариу публикува първата румънска граматика.
Катедралата „Света Троица“ е построена между 1741 и 1749 г. в бароков стил, според плановете на виенските архитекти от италиански произход Антон и Йохан Мартинели. В тази катедрала са погребани епископ Иноченциу Мику-Клайн и кардинал Александру Тодея.

## Местоположение
Блаж се намира в западната част на платото Търнава, в съседство на Търнава Маре и Търнава Мика, в лозарски район. Източникът на водоснабдяване на община Блаж е река Себеш.

## История
Първата документирано споменаване на Блаж е от 1252 г., годината, в която граф Херборд купува имение, наречено по-късно Вила Херборди. През 1313 г. синът на Херборд, Бласиус, става господар на имението. Името на Блаж идва от името на собственика, Бласиус. С течение на времето Блаж се споменава на латински като Вила Бласий, а по-късно на унгарски като Балажфалва (селото на Бласиу), а на немски като Бласендорф, име, станало на саксонски диалект Блуесендреф. В духа на латинизма, популяризиран от трансилванската школа, името на Блаж е преписано на румънски като Бласиу, съответно Блаш. През 19 век формата Блаж-Ораш (Блаж-Град) е използвана в кореспонденция, симетрична с унгарската Балажфалва (Блашфалъу, селото на Балаж). До присъединяването на Трансилвания към Румъния Блаж е един от малкото градове в Трансилвания, заедно с Нъсъуд, с предимно румънско население.
В началото на 17 век населението на местността е малко, съставено през 1650 г., годината на първото преброяване, от членовете на 20-те семейства наематели на благородния двор. Бладжул преминава във владение на държавата, която през 1738 г. го преотстъпва на Обединената румънска епископия, като по този начин става официална резиденция.
По време на епископата на Иноченциу Мику-Клайн и неговия наследник Петру Павел Аарон в Блай са създадени важни образователни институции, като училищата в Блай, Архиерейската библиотека (най-голямата румънска библиотека в Трансилвания), печатницата и др. На 19 май 1737 г. Блай получава статут на град, като в същото време е религиозен и културен център на „обединените“ румънци и на трансилванската школа.
През 1754 г., чрез усилията на епископ Петру Павел Арон, първото обществено училище с румънски език на преподаване отваря врати в Блай. Този факт кара Йон Хелиаде Радулеску да каже „слънцето на румънците изгря тук“. Надпис с този цитат е монтиран на сградата, в която е действало училището на общността. Много от най-важните румънски просветители от 18 – 19 век в Трансилвания, като Самуил Мику, Георге Шинкай, Петру Майор и прочие са свързани с Блай.
Като идеологически център на румънската буржоазия в Трансилвания, Блажул изиграва важна роля за формирането на националното съзнание на румънците. В Блай през 1848 г. се провеждат няколко събирания на румънци от Трансилвания. На срещата, свикана от Аврам Янку и Александру Папйу-Иларян на 30 април 1848 г. са формулирани идеите за премахване на крепостното право и за предоставяне равни права на румънското население в Трансилвания с другите нации от съюза на трите нации.
На 15 – 17 повече 1848 г. в полето до Блаж, наречено „Рътул Гречилор“, което оттогава се нарича Полето на свободата, се провежда Велико събрание на Блаж, на което присъстват 30 000 – 40 000 души, предимно селяни. Асамблеята приема програма с демократични искания: премахване на десятъка, закрепостяването и сеньорията, премахване на цеховете и еснафските обичаи, свобода на словото и печата, формиране на Национална гвардия, държавни училища на румънски език и прочие. На тази среща те протестират срещу принудителния „съюз“ на Трансилвания с Унгария. Непризнаването от унгарското революционно правителство на равните права на румънците с други народи, недоволството от техните социални искания и гласуването от Сейма на Клуж за присъединяването на Трансилвания към Унгария прдопределя разделението на революционните сили на румънци и унгарци. Между 15 и 25 септември 1848 г. в Блай се провежда ново събрание на румънци от Трансилвания, което заявява, че не признава присъединяването на Трансилвания към Унгария и възлага на Постоянния комитет на Сибиу да въоръжи селата. Неразбирателството между лидерите на унгарската революция и тези на революционните сили на трансилванските румънци довежда до гражданска война, спряна само от руската намеса, извършена по искане на Виена през 1849 година.
През 1868 г., по случай 20-годишнината от събранието на Блаж, е приета Прокламацията от Блаж.
Представителни личности от междувоенното време са митрополит Василе Сучу и писателят Александру Лупяну Мелин, директор на Централната библиотека в Блаж между 1919 – 1927 година.
Забраната на Румънската църква, обединена с Рим, от комунистическите власти през октомври 1948 г. е тежък удар за Църквата на Блаж, защото целият интелектуален елит, концентриран в Блаж, и не само, е арестуван и/или разпръснат. Гръцко-католическата богословска академия е затворена и Централната библиотека в Блаж е унищожена. Голяма част от книгите са хвърлени във водите на река Търнава. Параклисите на образователните институти в Блаж са превърнати във фитнес зали. Църквите са конфискувани от държавата и дадени за нуждите на православния култ на Румънската православна църква. Гръцко-католическият преподавателски персонал е разпръснат из комунистическите затвори или принудително изселен в отдалечени места в страната.

## Демография
При преброяването през 1930 г. в Блаж са регистрирани 4618 жители, от които 3509 румънци (75,9%), 721 унгарци (15,6%), 227 евреи (4,9%), 112 германци (2,4%). По отношение на деноминациите населението се състои от 3089 гръко-католици (66,8%), 505 реформирани (10,9%), 408 православни (8,8%), 255 римокатолици (5,5%), 227 мозайки (4,9%) и т.н. 41-те селски населени места, съставляващи мрежата на Blaj, бяха разгледани отделно.
При преброяването на населението в 1956 г. в Блаж са регистрирани 8711 жители.

## Личности
- Самуил Вулкан (1758 – 1839), епископ на гръцко-католическата епархия на Орадия Маре.
- Тимотей Ципариу (1805 – 1887), трансилвански учен, член-основател на Румънската академия, баща на румънската филология;
- Александру Грама (1850 – 1896), обединен румънски свещеник (гръко-католик);
- Аурел Домша (1863 – 1938), делегат във Великото народно събрание в Алба Юлия през 1918 г.
- Джордж Ман-младши (1866 – 1950), депутат във Великото народно събрание в Алба Юлия през 1918 г.
- Джордж Емил Щефънуцйу (1893 – 1968), депутат във Великото народно събрание в Алба Юлия през 1918 г.
- Георге Клаудйу Сучу (1905 – 1990), брат на епископ Сучиу, химик с принос в разработването, проектирането и изпитването на процеси в петролната индустрия, пълноправен член на Румънската академия;
- Йоан Сучиу (1907 – 1953), обединен епископ, брат на академика Сучиу;
- Макс Ейсиковиц (1908 – 1983), музикант, директор на Унгарската опера в Клуж;
- Силвиу Биндя (1912 – 1992), футболист;
- Стефан Кис (1920 – 1993), комунистически сановник;
- Матей Боила (1926 – 2015), румънски сенатор;
- Амалия Соке (1929 – 2008), преводач;
- Николае Ханку (р. 1940), лекар и диетолог, лекар на университетския професор; почетен член на Румънската академия;
- Тибериу Барбулею (р. 1963), депутат от PNL;
- Дитер Рот (р. 1983), боксьор.

## Геоложки данни
В периметъра на землището на Блаж е подчертано наличието на натрупване на каменна сол.

## Транспорт
- Национални пътища: DN 14B (връзка с Букурещ, Клуж, Орадя) и DN 7 (връзка с Арад, Тимишоара). Окръжни пътища: DJ 142 (връзка с Търгу Муреш).
- Железопътната линия осъществява пряка връзка с градовете: Букурещ, Клуж, Tъргу Муреш, Совата, Будапеща и Виена. Близки летища са Сибиу, Клуж и Търгу Муреш.

## Паметници
- Замъкът Блаж, бивша благородна резиденция от XVI-XVIII в., По-късно епископска резиденция
- Катедралата „Света Троица“ в Блаж
- Първото публично училище с преподаване на румънски език
- Манастир Благовещение
- Малката църква на гърците
- Къщата на Михай Молнар
- Реформаторската църква, първоначално римокатолическа, паметник от 13 век
- Римска католическа църква
- Равнината на свободата
- Липата на Еминеску
- Дъб на Аврам Янку
- Кръстът на Аврам Янку
- Копие на лупата Капитолин, символ на латинизацията на Румъния
- Паметникът на румънските герои от Втората световна война. Паметникът се намира на ул. Страда Ероилор №. 2 и е разкрита през 1944 г. в памет на румънските войници, жертвани във Втората световна война. Изработен е от мозаечен бетон и няма огради. На фасадата на паметника има документ, възхваляващ жертвата на румънските войници.

## Прозвище
Град Блаж от 18 век до Голямото Съединение от 1918 г. е културна столица на трансилванските румънци и затова са му дадени различни имена: „Мека на румънците“, „Румънски Цион“, „Градът на Трансилванските светила“, „Училището на румънските училища“, а Михай Еминеску нарича Блаж – „Малък Рим“.

### Побратимени градове
Община Блаж е побратимена със следните населени места:
- Бакъу (Румъния)
- Алшвил (Швейцария)
- Морланвелз (Белгия)
- Реканати (Италия)
- Дурлешт (Република Молдова)

## Допълнителна информация
- Хората от вчера и днес от Блаж, Ана Хинеску, Аркадие Хинеску, Блаж, 1994
- От изкуството и културата на Блай, Корнел Татай-Балте, Алба Юлия, Издателство Алтип, 2000 г.
- Blajul în imagini, Cornel Tatai-Baltă, Алба Юлия, издателство Алтип, 2002
- Сред хората на Блаж, Блаж, 2006